# Hovea apiculata
Hovea apiculata là một loài thực vật có hoa trong họ Đậu. Loài này được G.Don miêu tả khoa học đầu tiên.